# Krupp AG
Fried. Krupp AG, comumente conhecida como Krupp, é um antigo conglomerado industrial multinacional alemão do setor siderúrgico, tendo se destacado na produção de aço, armas, munições e equipamentos.
Durante a Revolução Industrial, a empresa enriqueceu com a expansão das ferrovias e a fabricação de armas e, depois, entre outras coisas, nas duas últimas guerras mundiais. A empresa, que absorveu a Sté Gruson em 1893, tornou-se uma sociedade anônima em 1903, antes de se expandir mundialmente e se tornar uma das líderes mundiais em seu setor. Colaborou com a ascensão do nazismo e foi sancionada em 1947. A partir de 1967, foi administrada indiretamente por uma fundação, antes de se fundir com a Hoesch em 1992 e com sua concorrente Thyssen em 1999 para formar a ThyssenKrupp.

## Histórico
Foi fundada por Friedrich Krupp (1787 — 1860) em 1811, mais tarde o seu filho, Alfred Krupp (Essen, 1812 — Essen, 1887), assumiu a direção da empresa, tendo aumentado de quatro para vinte mil o número de seus empregados.

A empresa inventou o aro de roda inteiriço para os trens, o que representou um considerável progresso para as ferrovias em todo o mundo. Aperfeiçoou, também, um método para fundir canhões de aço, o que auxiliou a Prússia a derrotar a Áustria em 1866 e a França em 1870, dando à família Krupp o controle da indústria de armas do Império Alemão.

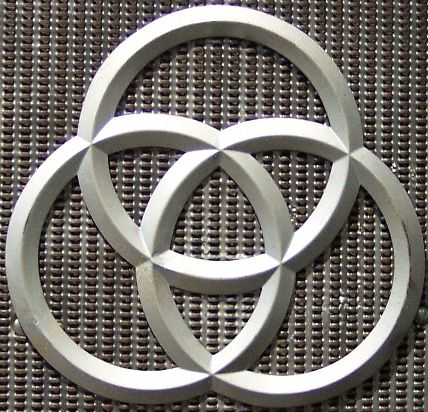
Logotipo da Krupp

Friedrich Alfred Krupp (Essen, 1854 — Essen, 1902), filho de Alfred Krupp, expandiu os negócios da empresa rumo à construção naval. Os canhões de longo alcance, que bombardearam Paris na Primeira Guerra Mundial receberam o nome de sua filha, Bertha. Ela se casou com o barão Gustav Krupp von Bohlen und Halbach (Haia, 1870 — Blühnbach, 1950), um dos sustentáculos do nazismo, que recebeu o consentimento do Kaiser Guilherme II da Alemanha para usar o nome Krupp. Ele tornou-se, então, o chefe da empresa.
Após a Primeira Guerra Mundial, os aliados reduziram a produção de aço da empresa e proibiram que ela fabricasse munições. Concentrando-se na produção de artigos para tempos de paz, Gustav Krupp reconstruiu a companhia. Mas durante o governo de Adolf Hitler, a família Krupp voltou a fabricar armas, com destaque para a fabricação dos grandes canhões Schwerer Gustav.
Gustav Krupp era diretor da indústria Krupp AG, em 1933, quando assumiu o papel de dirigente da Associação da Indústria Alemã do Reich e tornou-se um importante aliado do regime nazista. Há indícios históricos que confirmam a utilização de mão-de-obra forçada de civis e prisioneiros de guerra dos campos de concentração nesta época, podendo ter chegado a 100 mil. 
Após a Segunda Guerra Mundial, Gustav Krupp não foi julgado como criminoso de guerra por motivo de doença, mas seu filho, Alfried Krupp von Bohlen und Halbach (Essen, 1907 — Essen, 1967), foi condenado a doze anos de prisão, sendo a companhia confiscada.
Em 1953, Krupp foi perdoado pelo comissário John J. McCloy e a empresa voltou às suas mãos. Krupp adquiriu então novos equipamentos e transformou a fábrica numa das principais da Europa, ao fundar uma sociedade que foi o ponto de partida de um poderoso "Konzern" (conglomerado de empresas que não chegam a constituir uma fusão completa) com a siderúrgica Thyssen.
Parte desse perdão significou que todas as propriedades de Krupp foram restauradas. Novamente, a empresa cresceu e se tornou uma das empresas mais ricas da Europa. No entanto, esse crescimento não durou indefinidamente. Em 1967, uma recessão econômica resultou em perdas financeiras significativas para a empresa. 
A Krupp não ficou alheia a controvérsias. Sendo um importante fornecedor de armas para vários lados em vários conflitos, a Krupp foi, às vezes, responsabilizada pelas próprias guerras ou pelo grau de carnificina que se seguiu.

### De Fried Krupp a Thyssen Krupp
Alfried havia se casado duas vezes, ambas terminando em divórcio, e, por tradição familiar, havia excluído seus irmãos da administração da empresa. Ele faleceu em Essen em 1967, e a transformação da empresa foi concluída no ano seguinte, capitalizada em 500 milhões de marcos alemães, com Beitz no comando da Alfried Krupp von Bohlen und Halbach Foundation e presidente do conselho da corporação até 1989. Entre 1968 e 1990, a fundação concedeu doações que totalizaram cerca de 360 milhões de marcos alemães. Em 1969, as minas de carvão foram transferidas para a Ruhrkohle AG. A Stahlwerke Südwestfalen foi comprada para aço inoxidável, e a Polysius AG e a Heinrich Koppers para engenharia e construção de plantas industriais.
No início da década de 1980, a empresa desmembrou todas as suas atividades operacionais e foi reestruturada como uma holding. A VDM Nickel-Technologie foi comprada em 1989, para materiais de alto desempenho, engenharia mecânica e eletrônica. Naquele ano, Gerhard Cromme tornou-se presidente e diretor executivo da Krupp. Depois de sua aquisição hostil da fabricante de aço rival Hoesch AG em 1990-1991, as empresas foram fundidas em 1992 como "Fried. Krupp AG Hoesch Krupp", sob o comando de Cromme. Depois de fechar uma das principais usinas de aço e demitir 20 000 funcionários, a empresa tinha uma capacidade de produção de aço de cerca de oito milhões de toneladas métricas e vendas de cerca de 28 bilhões de marcos alemães (US$ 18,9 bilhões). A nova Krupp tinha seis divisões: aço, engenharia, construção de fábricas, suprimentos automotivos, comércio e serviços. Depois de dois anos de grandes perdas, em 1994 houve um modesto lucro líquido de 40 milhões de marcos alemães (US$ 29,2 milhões).
Em 1997, a Krupp tentou uma aquisição hostil da Thyssen, que era maior, mas a oferta foi abandonada após a resistência da administração da Thyssen e os protestos de seus trabalhadores. No entanto, a Thyssen concordou em fundir as operações de aço plano das duas empresas, e a Thyssen Krupp Stahl foi criada em 1997 como uma subsidiária de propriedade conjunta (60% da Thyssen e 40% da Krupp). Cerca de 6 300 trabalhadores foram demitidos. Mais tarde naquele ano, a Krupp e a Thyssen anunciaram uma fusão total, que foi concluída em 1999 com a formação da ThyssenKrupp, que opera mundialmente em três áreas de negócios principais: aço, bens de capital (elevadores e equipamentos industriais) e serviços (materiais especiais, serviços ambientais, engenharia mecânica e serviços de andaimes).